# Aviapartner
Aviapartner is een Belgisch bedrijf dat diensten voor grondafhandeling aanbiedt voor luchtvaartmaatschappijen en zakenvliegtuigen op meer dan veertig luchthavens in Europa. De hoofdzetel bevindt zich op Brussels Airport.
Tot de diensten die Aviapartner levert behoren de afhandeling van passagiers (reservatie, ticketing, check-in, boarding, transport van en naar het vliegtuig, bagage-afhandeling), vracht en post; de grondafhandeling van vliegtuigen (laden, lossen, verslepen, schoonmaken, bijtanken); transport van bemanningen van en naar hun hotel; opstellen van vluchtdocumenten en -plannen en de opleiding van personeel voor grondafhandeling (ook voor derden). Aviapartner had vroeger een eigen cateringafdeling, maar die werd in 2007 overgenomen door Gate Gourmet.

## Geschiedenis
De voorloper van Aviapartner is Belgavia, dat in 1949 werd opgericht in Antwerpen. In 1957 startte Belgavia in de luchthaven van Oostende en in 1965 in die van Luik. In 1970 kwam de firma naar Brussel. In de jaren 1990 werden de eerste buitenlandse activiteiten opgestart in Frankrijk en later in Duitsland. De naam van de firma veranderde in 1999 in Aviapartner. De groep breidde verder uit, onder meer door overname van Servisair in Rotterdam in 2002, Aero Groundservices in Amsterdam in 2007 en SAT in Bordeaux en La Rochelle in 2010. In 2012 startte Aviapartner Switzerland op de luchthaven van Zürich. Aviapartner was dan actief in zes landen: België, Frankrijk, Duitsland, Italië, Nederland en Zwitserland.
In 2011 verloor Aviapartner haar licenties voor de vluchtafhandeling van luchtvaartmaatschappijen in Brussel voor zeven jaar aan Swissport. Daardoor zouden tot een duizendtal banen kunnen wegvallen. Dit vormde de aanleiding voor een 24-urenstaking in juni 2011 die voor grote hinder zorgde op de luchthaven. Volgens Aviapartner was de procedure niet correct verlopen en ze spande een rechtszaak in kort geding aan. De rechter oordeelde dat er een rechtszaak ten gronde moest komen en in afwachting kon Aviapartner in Brussel verder opereren.
In 2012 werd de fusie aangekondigd van Aviapartner met de Franse branchegenoot Worldwide Flight Services (WFS). De groep zou daarmee de grootste grondafhandelaar worden in Europa. De fusie ging echter niet door.
Sinds 2015 is Aviapartner ook actief op enkele Spaanse luchthavens met name Fuerteventura / Gerona / Lanzarote / Malaga / Menorca / Sevilla / Tenerife-Zuid.
In Juni 2016 legt Laurent Levaux zijn functie van CEO neer. Hij wordt opgevolgd door Clive Sauvé-Hopkins.
In 2018 heeft Aviapartner opnieuw een licentie bemachtigd voor de grondafhandeling op Brussels Airport, deze loopt tot 2025.

## Brussels Airport
Op Brussels Airport heeft Aviapartner volgende luchtvaartmaatschappijen in haar klantenportefeuille: 
- Aegean Airlines
- Aer Lingus
- Air Albania
- Air Algerie
- Air Baltic
- Air Canada
- Air Europa
- Air Transat
- Air Serbia
- All Nippon Airways
- Austrian Airlines*
- British Airways
- Cathay Pacific
- Chalair
- Croatia Airlines
- Dan Air
- EasyJet
- Egyptair
- Ethiopian Airlines
- Etihad Airways
- FlyNAS
- FlyOne Armenia
- FlyOne Moldova
- FlyOne Romania
- Finnair
- Freebird Airlines
- Hainan Airlines
- Iberia
- Juneyao Airlines
- KLM
- Lufthansa*
- Meridiana
- Middle East Airlines
- Nesma Airlines
- Nila Air
- Norwegian Airlines
- Pegasus Airlines
- Play
- Royal Air Maroc
- Royal Jordanian
- Ryanair
- Scandinavian Airlines
- Sky Express
- Singapore Airlines
- SunExpress
- Swiss*
- TAP Portugal
- Thai Airways
- Transavia Airlines
- TUI fly
- Tunisair
- Turkish Airlines (Alyzia is verantwoordelijk voor ticketing activiteiten)
- Vueling

*Bij deze maatschappijen wordt de check in uitgevoerd door personeel van Brussels Airlines, bagage wordt wel geladen door Aviapartner, ook is Aviapartner verantwoordelijk voor de operaties aan het toestel.
Ook is Aviapartner actief aan de cargo zijde van de luchthaven, enkele luchtvaartmaatschappijen die zij daar afhandelen zijn All Nippon Airways / Sichuan Airlines / Royal Air Maroc Cargo / Tuifly / Virgin Atlantic / Singapore Airlines / ...

## Amsterdam Schiphol Airport
Naast Brussels Airport ligt de op één na grootste hub van Aviapartner op Amsterdam Schiphol Airport. Op deze locatie biedt Aviapartner diensten aan in de vorm van afhandeling van passagiers, en grondafhandeling van vliegtuigen. Daarnaast biedt Aviapartner afhandeling op het gebied van Executive Aviation, waarvan de operatie afspeelt op het nabijgelegen bedrijventerrein Schiphol-Oost. Aviapartner had tot 2015 een lopende vrachtafhandelingsdienst op Schiphol, deze werd in dat jaar verkocht aan het Emiratische afhandelingsbedrijf Dnata.
Op Amsterdam Schiphol Airport heeft Aviapartner de volgende klanten in haar klantenportefeuille op het gebied van passagiersafhandeling en grondafhandeling:
- Aegean Airlines
- Aer Lingus
- Air Transat
- Amelia
- Blue Air
- British Airways
- Bulgaria Air
- Croatia Airlines
- Iberia (Inclusief Iberia Express)
- SAS Scandinavian Airlines
- SKY express
- Surinam Airways
- Tarom
- TAP Air Portugal
- Tunis Air
- Ukraine Int. Airlines
- Ural Airlines
- Vueling